# 陳是集
陈是集（1593年11月16日—1648年12月28日），字虛斯，號筠似，一號雙峰居士，晚號忍辱道人，廣東文昌（今海南）前山都地平村人，明朝政治人物，同进士出身。

## 生平
崇祯四年（1631年）登辛未科进士，授中书舍人。